# Municipio de Todos Santos Cuchumatán
Municipio de Todos Santos Cuchumatán är en kommun i Guatemala.   Den ligger i departementet Departamento de Huehuetenango, i den västra delen av landet, 150 km nordväst om huvudstaden Guatemala City.